# Azymuth
Azymuth ist eine dreiköpfige Fusionjazz-Band aus Rio de Janeiro in Brasilien.

## Geschichte
Azymuth entstand 1973 aus der Grupo Seleção; die ursprünglichen Bandmitglieder waren José Roberto Bertrami (Keyboards, 1946–2012), Alex Malheiros (Bass), (Gitarre) und Ivan Conti (Schlagzeug, 1946–2023). Fernando Moraes ersetzte zunächst Bertrami an den Keyboards.
Ihr erstes Album legte die Band 1975 unter dem Titel Azymüth vor und tourte mit Elis Regina, Eumir Deodato, Jorge Ben, Gal Costa und Milton Nascimento. Sie hatten 1980 mit dem Disco-beeinflussten Instrumental Jazz Carnival ihren größten Hit und veröffentlichte in den folgenden Jahren eine Reihe von Alben auf dem US-amerikanischen Jazzlabel Milestone Records. Seit Mitte der 1990er Jahre veröffentlichten sie Alben auf dem britischen Far Out-Label. Die Musiker von Azymuth nennen ihre Musik Samba doido, was so viel heißt wie „verrückter Samba“.
Azymuth produzierte außerdem noch andere Musiker und spielte über die Jahre selbst in zahlreichen anderen Projekten mit. Ein bekanntes Album ist unter anderem von der brasilianischen Sängerin Ana Mazzotti, ein anderes von Sabrina Malheiros, der Tochter des Bassisten, aus dem Jahre 2005. Viele Kompositionen von Azymuth wurden von ganz unterschiedlichen Musikern gecovert. Auch Remixe ihrer Stücke wurden produziert, so etwa von Jazzanova.
Im Mai 2008 veröffentlichte Ivan Conti mit Hip-Hop-Musiker Madlib ein Album mit dem Titel Sujinho, 2019 auf dem Label Far Out dann das Album Poison Fruit, das u. a. auch Remixe von Tenderlonious und Glenn Astrodann enthält.
Nachfolger des 2012 verstorbenen Keyboarders José Roberto Bertrami wurde Lincoln „Kiko“ Continentino (geboren 31. Juli 1969 in Belo Horizonte), Nachfolger des 2023 verstorbenen Schlagzeugers Ivan „Mamão“ Conti der Drummer Renato „Massa“ Calmon. Das letzte Azymuth-Gründungsmitglied Alex Malheiros war bzw. ist 2024 und 2025 mit der umformierten Band Azymuth weiterhin auf Tour. Am 13. Dezember 2024 veröffentlichten Azymuth auf dem Label Far-Out die Vinyl-Single Arabutã (Aufnahme/Abmischung: Daniel Maunick), im Vorgriff auf das 2025  erschienene Album Marca Passo.

## Diskografie
- 1973 – Marcos Valle, Paulo Sérgio Valle, Conjunto Azimuth – O fabuloso Fittipaldi (Filmsoundtrack, Philips Brasil)
- 1975 – Azimüth (Som Livre, wiederveröff. auf Far Out)
- 1977 – Águia não come mosca (WEA Brasil)
- 1979 – Light as a Feather (Milestone Records)
- 1980 – Outubro (Milestone)
- 1982 – Cascades (Milestone)
- 1982 – Telecommunication (Milestone)
- 1983 – Rapid Transit (Milestone)
- 1984 – Flame (Milestone)
- 1985 – Spectrum (Milestone)
- 1985 – Live at Copocabana Palace (SBA)
- 1986 – Tightrope Walker (Milestone)
- 1987 – Crazy Rhythm (Milestones)
- 1988 – Jazz Carnival: Best of Azymuth (Kompilation, BGP)
- 1989 – Tudo bem (Enigma/EMI)
- 1994 – The Beat of Azymuth (Ace)
- 1994 – 21 Anos (Spotlight)
- 1995 – Volta a Turma (WestWind)
- 1996 – Carnival (Far Out)
- 1998 – Woodland Warrior (Far Out)
- 1999 – Pieces of Ipanema (Far Out)
- 2000 – Before We Forget (Far Out)
- 2002 – Partido novo (Far Out)
- 2004 – Brazilian Soul TBC (Far Out)
- 2006 – Pure: The Far Out Years 1995–2006 (Kompilation, Far Out)
- 2008 – Butterfly (Far Out)
- 2011 – Aurora (Far Out)
- 2016 – Fênix (Far Out)
- 2025 – Marca Passo